# Jennifer Simard
Jennifer Simard (Litchfield, 8 agosto 1970) è un'attrice statunitense, nota soprattutto come interprete di musical a Broadway.

## Biografia
Nata e cresciuta nel New Hampshire, Simard studia al Conservatorio di Boston e all'Hunter College, prima di trasferirsi a New York nel 1992. Nel 1997 viene candidata al Drama Desk Award alla miglior attrice non protagonista in un musical per la sua interpretazione nel musical I Love You, You're Perfect, Now Change, in scena nell'Off-Broadway. Ottiene due altre candidature nel 2004 e nel 2005, anno in cui lascia l'Off-Broadway per unirsi alla tournée statunitense del musical The 25th Annual Putnam County Spelling Bee.
Nel 2007 esordisce con The 25th Annual Putnam County Spelling Bee a Broadway, dove torna a lavorare l'anno successivo in Shrek The Musical accanto a Sutton Foster e Brian d'Arcy James. È nuovamente a Broadway nel 2011 con il musical Sister Act e 2016 con Disaster!, per cui ottiene candidature al Drama Desk Award e al Tony Award alla miglior attrice non protagonista in un musical. L'anno successivo è ancora a Broadway in un acclamato revival di Hello, Dolly! con Bette Midler e Gavin Creel, mentre nel 2020 vi torna a recitare accanto Patti LuPone in Company, ottenendo una seconda candidatura al Tony Award per la sua interpretazione nel ruolo di Sarah. Nel 2024 interpreta Helen Sharp nella riduzione teatrale de La morte ti fa bella a Broadway, un ruolo che le vale una terza candidatura al Tony Award, nonché nomination al Drama Desk Award, all'Outer Critics Circle Award e al Drama League Award alla miglior performance.
È sposata con Brad Robertson dal 2004.

## Filmografia

### Cinema
- I Flintstones in Viva Rock Vegas (The Flintstones in Viva Rock Vegas), regia di Brian Levant (2000)
- Wish You Were Dead, regia di Valerie McCaffrey (2002)
- Non-Stop, regia di Jaume Collet-Serra (2014)
- Le sorelle perfette (Sisters), regia di Jason Moore (2015)
- Somewhere in Queens, regia di Ray Romano (2022)

### Televisione
- The King of Queens - serie TV, 1 episodio (1999)
- Law & Order - I due volti della giustizia - serie TV, 1 episodio (2006)
- Law & Order - Unità vittime speciali - serie TV, 1 episodio (2008)
- The Good Wife - serie TV, 1 episodio (2016)
- Younger - serie TV, 1 episodio (2016)
- Girls5eva - serie TV, 1 episodio (2021)